# نبرد گرگان (۹۰۰)
نبرد گرگان نبردی بین حکومت سنی مذهب سامانی و دولت شیعه مذهب علویان طبرستان بود که در سال ۹۰۰ میلادی روی داد. در جریان اتفاقات نبرد بلخ، خراسان مورد هجوم داعی الی الحق قرار گرفت اما این حمله توسط سامانیان دفع شد. اسماعیل سامانی پس از بیرون راندن علویان از خراسان، به قلمروی علویان در طبرستان حمله برد و آن منطقه را به امارت خود ضمیمه کرد. داعی الی الحق در جریان نبرد کشته و فرزندش هم اسیر شد.
پیروزی سامانیان بر علویان و پایین کشیده شدن پرچم‌های سفید تشیع و برافراشته شدن پرچم‌های سیاه تسنن، از آنجایی که شکست شیعه و پیروزی سنیان هم به حساب می‌آمد، در بغداد پایتخت خلافت عباسی نیز جشن گرفته شد.